# Joaquín Antonio de Camino y Orella
Joaquín Antonio de Camino y Orella (San Sebastián, 13 de julio de 1754-Lugo, septiembre de 1819) fue un religioso, historiador y traductor español.

## Biografía
Nació en San Sebastián en 1754. Además de traducciones al español de trabajos de Cipriano de Cartago, entre sus obras se cuentan una Historia civil-diplomática-eclesiástica antigua y moderna de la ciudad de San Sebastián y el artículo correspondiente a San Sebastián del Diccionario geográfico histórico de las Provincias Vascongadas y Navarra. Canónigo de la catedral de Lugo, falleció en aquella población en septiembre de 1819. Desde 1866, una calle de su ciudad natal lo honra con su nombre.